# Sebkha Séjoumi
La sebkha Séjoumi (arabe : سبخة سيجومي) est une cuvette ou sebkha tunisienne située au sud-ouest de la ville de Tunis. Elle est désignée site Ramsar le 7 novembre 2007.

## Localisation
D'une superficie de 30 km2, avec un bassin versant de 250 km2, elle est limitée au nord par la zone de Mellassine et de la cité Ezzouhour, à l'est par Saïda Manoubia, la cité Avicenne et Henchir El Ihoudia, au sud par la zone d'El Mghira et à l'ouest par la ville de Sidi Hassine Séjoumi, bâti autour du mausolée du marabout qui portait ce nom et qui est aussi à l'origine du nom de la sebkha.

## Environnement

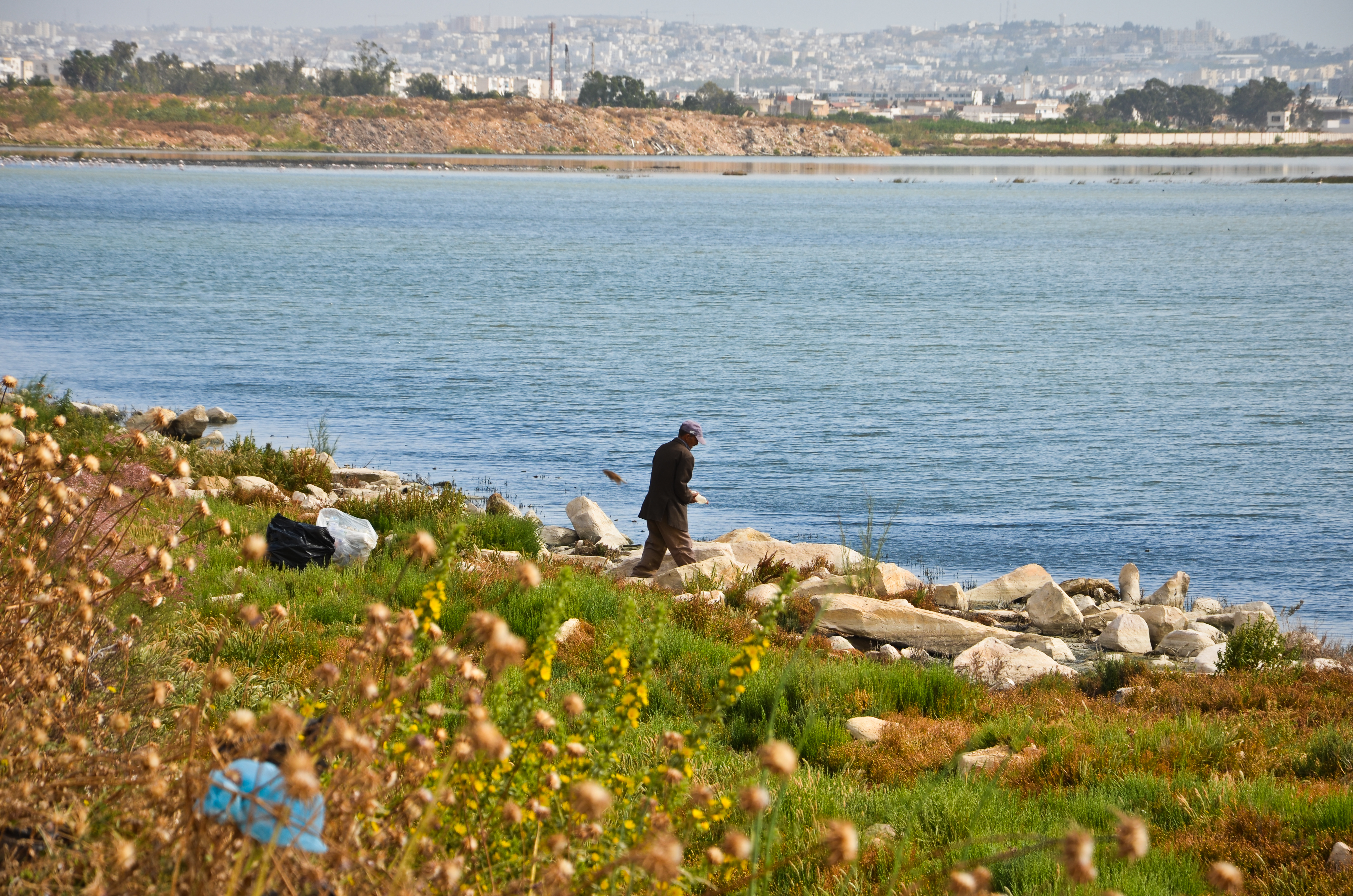
Sebkha Séjoumi en 2015.

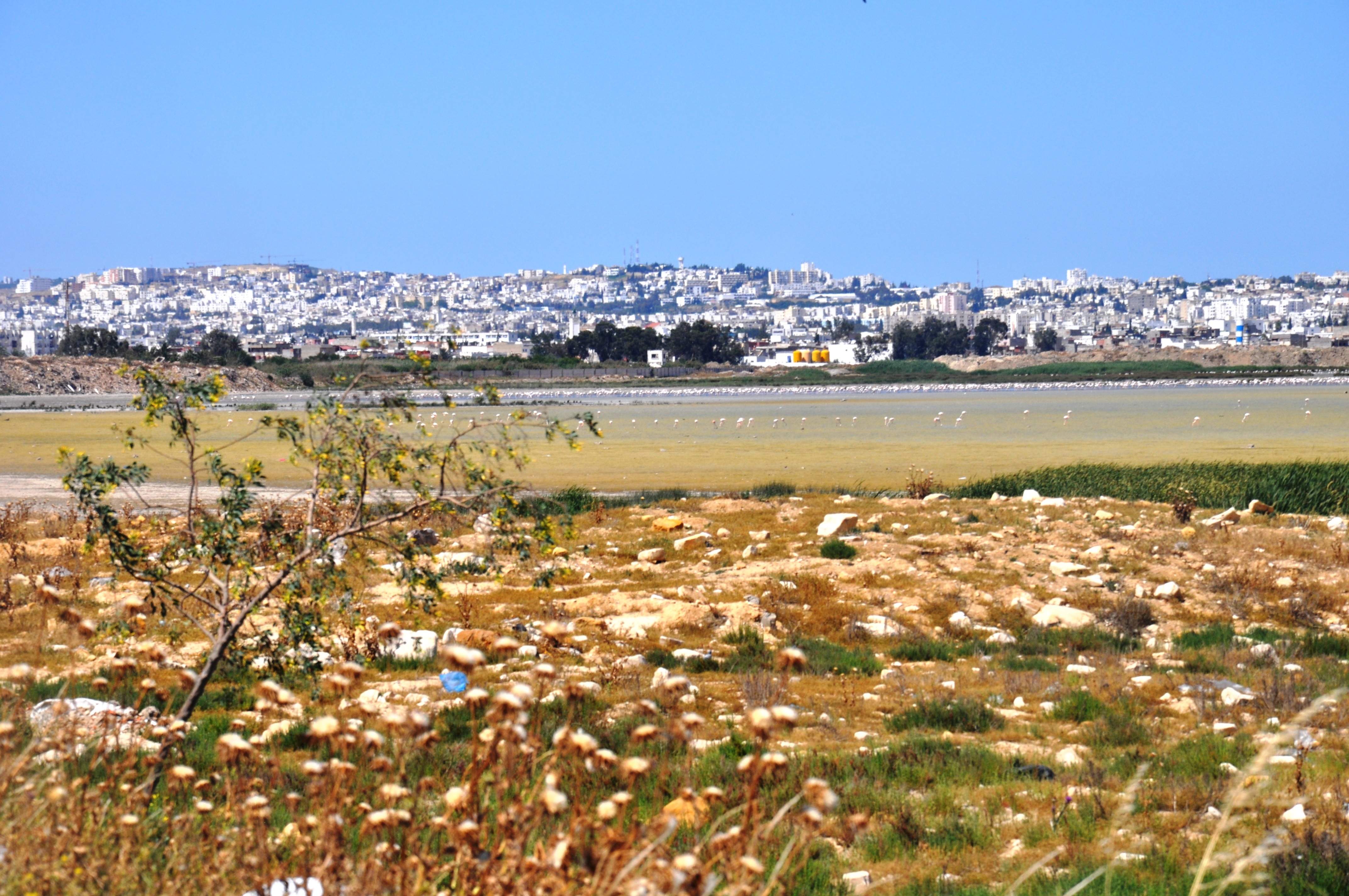
Sebkha vue de l'ouest en 2016.

À l'origine, la sebkha représente l'un des faubourgs agricoles de la médina de Tunis, avec des cultures de vignes et d'olivier. Progressivement, les berges septentrionales et orientales à proximité de la médina commencent à être occupés par de premiers migrants ruraux, suivi d'une explosion urbaine anarchique qui s'installe aux dépens des terres agricoles dont seules quelques parcelles ont subsisté.
La sebkha connaît plusieurs problèmes de pollution, dont le déversement des eaux usées, aussi bien ménagères qu'industrielles, et le dépôt de déchets domestiques et de chantier, affectant ainsi son écosystème et constituant une sérieuse nuisance et des risques sanitaires pour la population avoisinante.
En 2019, un projet d'aménagement de la sebkha est en cours avec l'aide de la Finlande, de la Turquie et de l'Agence japonaise de coopération internationale. Couvrant un périmètre de 2 600 hectares pour un coût estimé à 330,3 millions de dinars, il devrait permettre d'assainir le quartier, de protéger la population des inondations récurrentes (comme celles de 2007) et de sauvegarder les oiseaux d'eau.
Cependant, en 2022, la conciliation entre l'urbanisation du secteur, le maintien d'activités agricoles et la préservation de la biodiversité de la zone humide reste un enjeu environnemental délicat.